# Bis(s) zum Morgengrauen
Bis(s) zum Morgengrauen (englischer Originaltitel: Twilight) ist ein Roman der Jugendbuchautorin Stephenie Meyer. Er erschien 2005 im Verlag Little, Brown and Company und ist der erste Band der Bis(s)-Tetralogie (englischer Originaltitel: The Twilight Series) um den Vampir Edward Cullen und die Highschool-Schülerin Bella Swan. Die deutsche Übersetzung stammt von Karsten Kredel und erschien 2006 im Carlsen Verlag.

## Inhalt
Die 17-jährige Hauptfigur Bella – mit vollem Namen Isabella Marie Swan – zieht vom sonnigen Phoenix in Arizona zu ihrem Vater Charlie ins verregnete Forks an der Küste von Washington, damit ihre Mutter Renée mehr Zeit für sich und ihren neuen Ehemann Phil hat. In Forks findet Bella schnell neue Freunde, sehr zu ihrer Verlegenheit auch einige Jungen, die schon bald um ihre Aufmerksamkeit wetteifern. Doch besonders fällt ihr der geheimnisvolle und hübsche Edward Cullen auf, der sich ihr gegenüber zunächst feindselig verhält, allerdings bei ihrem nächsten Treffen freundlich mit ihr redet. Auch seine Adoptivgeschwister Alice, Emmett, Jasper und Rosalie gehen Bella aus dem Weg. Bei einem Autounfall auf dem Schulparkplatz wird Bella nur durch Edwards erstaunlich schnelle Reaktionsfähigkeit und Kraft gerettet. Stutzig geworden, fordert sie eine Erklärung von ihm, er weicht ihrer Frage jedoch aus und überlässt es ihr, die Antwort zu finden.
Auf einem Ausflug zu einem Strand im Indianerreservat La Push trifft Bella Jacob (auch Jake genannt) Black, einen Ureinwohner vom Stamm der Quileute, den sie von früheren Besuchen bei ihrem Vater kennt. Er erzählt ihr, dass die Quileute die Cullens für „kalte Wesen“, das heißt Vampire, halten. Jacob sieht die Geschichte eher als alte Legende, liefert Bella damit jedoch einen ersten wichtigen Hinweis auf Edwards wahre Identität.
Bella fährt mit ihren Schulkameradinnen Jessica und Angela nach Port Angeles. Auf der Suche nach einem Buchladen verläuft sich Bella und gerät erneut in Schwierigkeiten. Abermals erscheint unerwartet Edward, um sie zu retten. Bei einem anschließenden Abendessen fragen sich die beiden gegenseitig aus, doch erst auf der Heimfahrt traut sich Bella, ihn zu ihrem Verdacht zu befragen. Edward bestätigt ihre Vermutung und erzählt, dass seine Familie als „Vegetarier“ statt Menschenblut Tierblut trinke. Er selbst kann die Gedanken anderer lesen, allerdings scheint Bella eine – frustrierende – Ausnahme zu sein, da es ihm nicht möglich ist, ihre Gedanken zu lesen. Eine weitere Besonderheit Bellas ist ihr betörender Duft, der Edwards Selbstkontrolle immer wieder herausfordert, womit sich sein bisweilen seltsames Verhalten ihr gegenüber erklärt.
Bella und Edward verlieben sich ineinander und verbringen häufig Zeit miteinander. Schließlich stellt Edward sie seiner Familie vor. Alice, Jasper, Emmett, Carlisle und Esme nehmen Bella freundlich auf, doch Rosalie hält sich zurück. Laut Edward kann sie sich als einzige in der Familie nur schwer mit ihrem Dasein als Vampir abfinden und wäre lieber wieder ein Mensch. Deshalb sei Rosalie in gewisser Weise auf Bella eifersüchtig. Während einer Runde Vampir-Baseball tauchen drei fremde Vampire namens Victoria, James und Laurent auf. Sie trinken, anders als die Cullens, Menschenblut. Edward bemerkt, dass James ein Tracker ist, d. h. ein Menschenjäger, der erst von seiner Beute ablässt, wenn das Opfer tot ist.
James erkennt, dass Bella ein Mensch ist, und beginnt sie zu jagen. Daraufhin wird Bella von Alice und Jasper nach Phoenix gebracht. Nachdem James ihr kurze Zeit später am Telefon weisgemacht hat, dass er ihre Mutter gefangen hält, entwischt Bella ihren Beschützern, um sich dem Tracker zu stellen. In ihrem ehemaligen Ballettstudio trifft sie auf James und erfährt, dass sie getäuscht wurde und ihre Mutter sich nicht in seiner Gewalt befindet. Bella hat keine Chance gegen James und wird von ihm gebissen. Die Cullens treffen am Ort des Geschehens ein. Im letzten Moment rettet Edward Bella, indem er James’ Gift aus ihrem Blut saugt, um ihre Verwandlung in einen Vampir zu verhindern. James wird von den Cullens getötet.
Nach einem Krankenhausaufenthalt wird Bella von Edward auf den Jahresabschlussball der Highschool ausgeführt. Dort trifft sie erneut auf Jacob, der sie auf Bitten seines Vaters vor Edward warnen soll. Die Familien der Blacks und der Cullens sind seit Generationen verfeindet. Bella will von ihrer romantischen Vorstellung eines gemeinsamen Lebens mit Edward keinesfalls abrücken und äußert diesem gegenüber den Wunsch, in einen Vampir verwandelt zu werden. Edward weigert sich jedoch, ihrer Bitte nachzukommen, da er sich ein menschliches Leben für sie wünscht.

## Fortsetzungen
- Bis(s) zur Mittagsstunde. 2007, (OT: New Moon, 2006)
- Bis(s) zum Abendrot. 2008, (OT: Eclipse, 2007)
- Bis(s) zum Ende der Nacht. 2009, (OT: Breaking Dawn 2008)
- Bis(s) zum ersten Sonnenstrahl – Das kurze zweite Leben der Bree Tanner. (OT: Bree Tanner – The Short Second Life of Bree Tanner: an eclipse novella, 2010, ISBN 978-3-551-31742-1) (Platz 1 der Spiegel-Bestsellerliste vom 14. Juni bis zum 1. August 2010))

## Remakes
- Bis(s) in alle Ewigkeit: Twilight neu erzählt, 2015 (OT: Life and Death: Twilight Re-imagined, 2015, ISBN 978-3-646-92886-0)
- Biss zur Mitternachtssonne, 2020 (OT: Midnight Sun, 2020, ISBN 978-3-551-58446-5)

Bis(s) in alle Ewigkeit: Twilight neu erzählt (OT: Life and Death: Twilight Re-imagined) ist eine geschlechter-vertauschte Nacherzählung des Buches und führt Beau Swan und Edythe Cullen anstelle von Bella und Edward ein. Das Buch wurde im Original am 6. Oktober 2015 veröffentlicht.
Midnight Sun neu-erzählt die Ereignisse von Bis(s) zum Morgengrauen aus der Sicht Edwards. Das erste Kapitel hatte die Autorin als Teaser auf ihrer Website veröffentlicht (deutsche Version siehe Weblinks).
Im August 2008 gab Meyer bekannt, die Arbeit an Midnight Sun bis auf weiteres einzustellen, da ihre Entwürfe einiger Kapitel illegal im Internet verbreitet worden seien, und stellte die vorliegenden Manuskriptentwürfe von Midnight Sun auf ihrer Website den Lesern offiziell zur Verfügung. Am 4. Mai 2020 gab Stephenie Meyer auf ihrer Homepage bekannt, dass Midnight Sun am 4. August 2020 veröffentlicht wird. In der ersten Woche nach Veröffentlichung verkaufte Meyer in Nordamerika bereits mehr als eine Million Ausgaben und erreichte auch in Großbritannien,  den Niederlanden, Brasilien und Deutschland Platz eins der Bestsellerlisten.

## Auszeichnungen
- 2005: The New York Times Editor’s Choice
- 2005: Publishers Weekly Best Book of the Year
- 2006: ALA Best Books for Young Adults Top Ten
- 2006: ALA Top Ten Quick Picks for Reluctant Young Adult Readers
- 2006: Buxtehuder Bulle für das beste Jugendbuch des Jahres
- 2007: Nominierung für den Deutschen Jugendliteraturpreis

## Ausgaben

### Buchausgaben
- Twilight. Little, Brown Young Readers, 2006, ISBN 0-316-16017-2 (Gebundene Ausgabe)
- Twilight. Little, Brown Young Readers, 2007, ISBN 0-316-16017-2 (Taschenbuch-Ausgabe)
- Bis(s) zum Morgengrauen. Carlsen, Hamburg 2006, ISBN 3-551-58149-5 (Gebundene Ausgabe)
- Bis(s) zum Morgengrauen. Carlsen, Hamburg 2008, ISBN 3-551-35690-4 (Taschenbuch-Ausgabe)
- Bis(s) zum Morgengrauen. Piper, 2008, ISBN 3-492-25149-8 (Taschenbuch-Ausgabe für Erwachsene)

### Comic
- Twilight – The Graphic Novel, Volume 1, Little, Brown Young Readers, 2010, ISBN 1-905654-66-9
- Twilight: Bis(s) zum Morgengrauen, Young Kim

### Hörbuch
- Twilight. Random House Inc., 2006, ISBN 0-307-28090-X
- Bis(s) zum Morgengrauen (gekürzte Version), Hörbuch Hamburg, 2007. ISBN 3-86742-005-X
- Bis(s) zum Morgengrauen – Die ungekürzte Lesung, Hörbuch Hamburg, 2010. ISBN 3-86742-067-X

## Film
2008 wurde der Roman verfilmt. Die Premiere fand am 17. November 2008 in Los Angeles statt, im deutschsprachigen Raum erschien der Film am 15. Januar 2009. Das Drehbuch schrieb Melissa Rosenberg, Regisseurin ist Catherine Hardwicke. In den Hauptrollen spielen Kristen Stewart als Bella und Robert Pattinson als Edward. Der zweite Teil der Romanverfilmung kam unter dem Titel New Moon – Bis(s) zur Mittagsstunde am 26. November 2009 in die deutschen Kinos, der dritte Teil Eclipse – Bis(s) zum Abendrot am 15. Juli 2010. Der erste Teil des vierten Teils Breaking Dawn – Biss zum Ende der Nacht, Teil 1 ist am 24. November 2011 in Deutschland angelaufen.
Siehe Hauptartikel zum Film: Twilight – Bis(s) zum Morgengrauen